# Бангладешско-руандийские отношения
Бангладешско-руандийские отношения относятся к двусторонним отношениям между Бангладеш и Руандой. Обе страны являются членами Движения неприсоединения, Группы 77 и Содружества наций. Ни в одной из стран нет постоянного посла.

## История
В 1994 году Бангладеш предоставил примерно 900 миротворцев, включая солдат и медицинский персонал, Руанде для оказания помощи в поддержании мира во время геноцида в Руанде, являясь одной из более чем 40 стран, которые сделали это.
Совсем недавно, в 2012 году, в Руанду была направлена делегация из Бангладеш. В то время Руанда искала инвестиции у бангладешских бизнесменов.
Руанда расположена в стратегически важном месте в Центральной Африке, что обеспечит более лёгкий доступ для бангладешских предприятий в Центральную Африку.
Было установлено, что бангладешская готовая одежда, керамика и фармацевтические изделия пользуются огромным спросом в Руанде.
Опыт Бангладеша в области механизированного сельского хозяйства, пищевой промышленности, текстильной, швейной, керамической и судостроительной промышленности также пытались воспроизвести в Руанде.
В 2015 году Руанда выразила надежду на укрепление связей с Бангладеш, включая обмен «торговлей и инвестициями, развитие текстильной и джутовой промышленности и обмен опытом, обучение и наращивание потенциала в области международного миротворчества». В ответ Бангладеш пообещала организовать визит в Руанду в первом квартале 2015 года в рамках продолжающихся усилий по укреплению связей между двумя странами.